# Evgrapi Sjevardnadze-stadion
Evgrapi Sjevardnadze-stadion (georgiska: ევგრაფი შევარდნაძის სტადიონი) är en fotbollsstadion i staden Lantjchuti i Georgien. Den är hemmaplan åt klubben Guria Lantjchuti. Med sin kapacitet på 22 000 åskådare är den tredje störst i Georgien och den största arenan utanför huvudstaden Tbilisi. Den är uppkallad efter Evgrapi Sjevardnadze. 